# Mathilde Paravicini
Pour les articles homonymes, voir Paravicini.
Mathilde Paravicini est une travailleuse humanitaire suisse, née le 9 juin 1875 à Bâle et morte le 10 juin 1954 dans la même ville. 
Également appelée « la mère des plus pauvres » pour ses nombreuses actions humanitaires, elle est l'initiatrice des convois d'enfants vers la Suisse, notamment ceux organisés par le Don suisse pour les victimes de la guerre de 1944 à 1948.

## Biographie

### Origines et famille
Mathilde Paravicini naît le 9 juin 1875 à Bâle. Elle est originaire de la même ville.
Elle est la benjamine de cinq filles. Son père, Emanuel Leonhard Paravicini, propriétaire de la fonderie de Lucelle, descend d'une vieille famille de patriciens bâlois ; sa mère, née Elise Heusler, est issue d'une famille aisée.
Elle reste célibataire toute sa vie et n'a pas d'enfants.

### Formation
Après avoir perdu une grande partie de sa fortune à la suite de la faillite de son entreprise en 1883, le père de famille fait en sorte de donner à ses filles une formation professionnelle pour leur permettre de gagner la vie de manière autonome. 
Mathilde Paravicini passe alors quelques années à Paris et y fait un apprentissage de couturière.

### Parcours professionnel et activités humanitaires
De retour à Bâle, Mathilde Paravicini ouvre en 1898 un atelier de couture dans lequel elle propose pendant près de 40 ans des cours de travaux manuels pour les femmes.
Après l'éclatement de la Première Guerre mondiale, elle devient infirmière et soigne des femmes, des enfants et des personnes âgées en fuite. De 1914 à 1916, elle s'occupe des réfugiés français à Schaffhouse, puis en 1917-1918 elle assiste à Bâle, avec le soutien de ses élèves, les personnes déplacées et devient notamment membre du comité d'organisation des trains d'évacuation en provenance de la France occupée. 
En 1917, elle organise les premiers trains qui amènent en Suisse, pour des séjours de repos de trois mois dans des familles d'accueil et des foyers, des enfants épuisés provenant des pays en guerre. Elle est ensuite à l'origine de la création de l'association Aide Suisse (placements de vacances pour des enfants suisses à l'étranger), qui finance ce projet.
Dans les années 1920, Mathilde Paravicini met sur pied avec Pro Juventute d'autres convois pour des milliers d'enfants de toute l'Europe. En 1921, elle fonde à Bâle un service pour l'aide en gare des Amies de la jeune fille (de), qu'elle dirige jusqu'à la fin de sa vie. De 1934 à 1939, en collaboration avec le Comité suisse d'aide aux enfants d'émigrés, elle place temporairement en Suisse quelque 5 000 enfants juifs en provenance notamment de la France, où leurs familles s'étaient déplacées pour échapper aux nazis ; avec Georgine Gerhard, militante pour les droits des femmes et fondatrice de la section bâloise du Comité suisse d'aide aux enfants d'émigrés, elle intervient aussi en vain auprès de la Société des Nations et du Conseil fédéral pour défendre les droits des réfugiés. 
À partir de 1940, Mathilde Paravicini fait venir en Suisse plusieurs milliers d'enfants français pour des séjours de repos, d'abord avec le soutien du Cartel suisse de secours aux enfants victimes de la guerre, puis, dès 1942, du Secours aux enfants de la Croix-Rouge suisse. Pendant la guerre, elle s'occupe aussi des enfants et adolescents juifs étrangers qui vivaient (légalement ou clandestinement) en Suisse malgré l'interdiction d'entrée décrétée par les autorités. De 1944 à 1948, elle est responsable des « convois d'enfants » de toute l'Europe organisés par le Don suisse pour les victimes de la guerre. 

### Activités politiques
Elle préside en 1916 l'Association pour le suffrage féminin de Bâle et environs, nouvellement créée.
En 1939, elle participe à la fondation du Service complémentaire féminin. 

### Mort et obsèques
Elle travaille jusqu'à son dernier jour et décède soudainement à Bâle le 10 juin 1954, à l'âge de 79 ans.
Ses obsèques ont lieu à Bâle le 16 juin 1954.

## Distinctions et postérité
Mathilde Paravicini, également appelée « la mère des plus pauvres », reçoit de nombreuses distinctions pour ses activités humanitaires.
En 1919, le gouvernement français la nomme chevalier de la Légion d'honneur. Elle est promue au grade d'officier en 1946. Elle es par ailleurs la première femme à recevoir un doctorat honoris causa de la faculté de médecine de l'Université de Bâle en 1942. 
Le monument dit « des Français », réalisé par Paul Landowski et offert par la France à la ville de Schaffhouse en 1922 en remerciement de l'aide apportée aux quelque 286 000 réfugiés de la Première Guerre mondiale, la représente sous les traits d'une figure consolatrice. Il se situe à la Fäsenstaubpromenade. 
La ville de Bâle donne son nom en 1964 à la Mathilde Paravicini-Strasse, la première rue bâloise baptisée du nom d'une femme.